# Casper's First Christmas
Casper's First Christmas (br: O Primeiro Natal do Gasparzinho) é um especial de televisão, produzido pela Hanna-Barbera Productions de 1979. O especial conta a véspera de Natal do Gasparzinho e seu amigo Assombroso e outros personagens da HB como Zé Colmeia, Dom Pixote, Leão da Montanha, Pepe Legal, Bibo Pai e Bobi Fiho.
Essa é a primeira vez que Hanna-Barbera Productions e Harvey Comics fazem uma parceria.

## Enredo
É véspera de Natal. Como a casa onde Gasparzinho e Assombroso está com problemas, eles estão procurando um outro lugar. Mas enquanto eles procuram, chegam para as festas Pepe Legal, Zé Colmeia, Don Pixote e a turma toda que, dentro do clima de Natal, enfeitam toda a casa. Quando Gasparzinho retorna fica muito contente com a decoração, mas como não acredita em Natal, Assombroso passa a apavorar todo mundo. Até que aparece Papai Noel que traz presentes para todo mundo, inclusive para Assombroso.

## Elenco de Dublagem
- Julie McWhirter: Gasparzinho
- John Stephenson: Assombroso, Bibo Pai
- Daws Butler: Zé Colmeia, Dom Pixote, Leão da Montanha, Bobi Filho e Pepe Legal
- Don Messick: Catatau
- Hal Smith: Papai Noel

## Ligações Externas
- Casper's First Christmas. no IMDb.
- Casper's First Christmas @ The Big Cartoon DataBase